# Junggye-dong
Junggye-dong (koreanska: 중계동)  är en stadsdel i stadsdistriktet Nowon-gu i Sydkoreas huvudstad Seoul.

## Indelning
Administrativt är Junggye-dong indelat i:
| Namn      | Namn                     | Yta km² | Invånare 31 dec 2020 |
| --------- | ------------------------ | ------- | -------------------- |
| 중계본동  | Junggyebon-dong          | 1,97    | 24 942               |
| 중계1동   | Junggye 1(il)-dong       | 0,63    | 27 556               |
| 중계2.3동 | Junggye 2(i).3(sam)-dong | 0,9     | 35 586               |
| 중계4동   | Junggye 4(sa)-dong       | 1,70    | 20 752               |